# TORCS
The Open Racing Car Simulator (TORCS) — свободная гоночная видеоигра с трёхмерной графикой. Цель игры — управление гоночным автомобилем на различных трассах и соперничество с другими гонщиками, которые управляются компьютером (роботами по терминологии разработчиков).
Другой способ игры — написание этих самых роботов для соревнования с другими роботами и игроками. Достался в наследство от RARS (Robot Auto Racing Simulator).
TORCS разработан с помощью технологий OpenGL, Mesa 3D и OpenGL Utility Toolkit.

## Особенности
- 42 различных типа автомобилей;
- 30 гоночных трасс;
- 50 «роботов»;

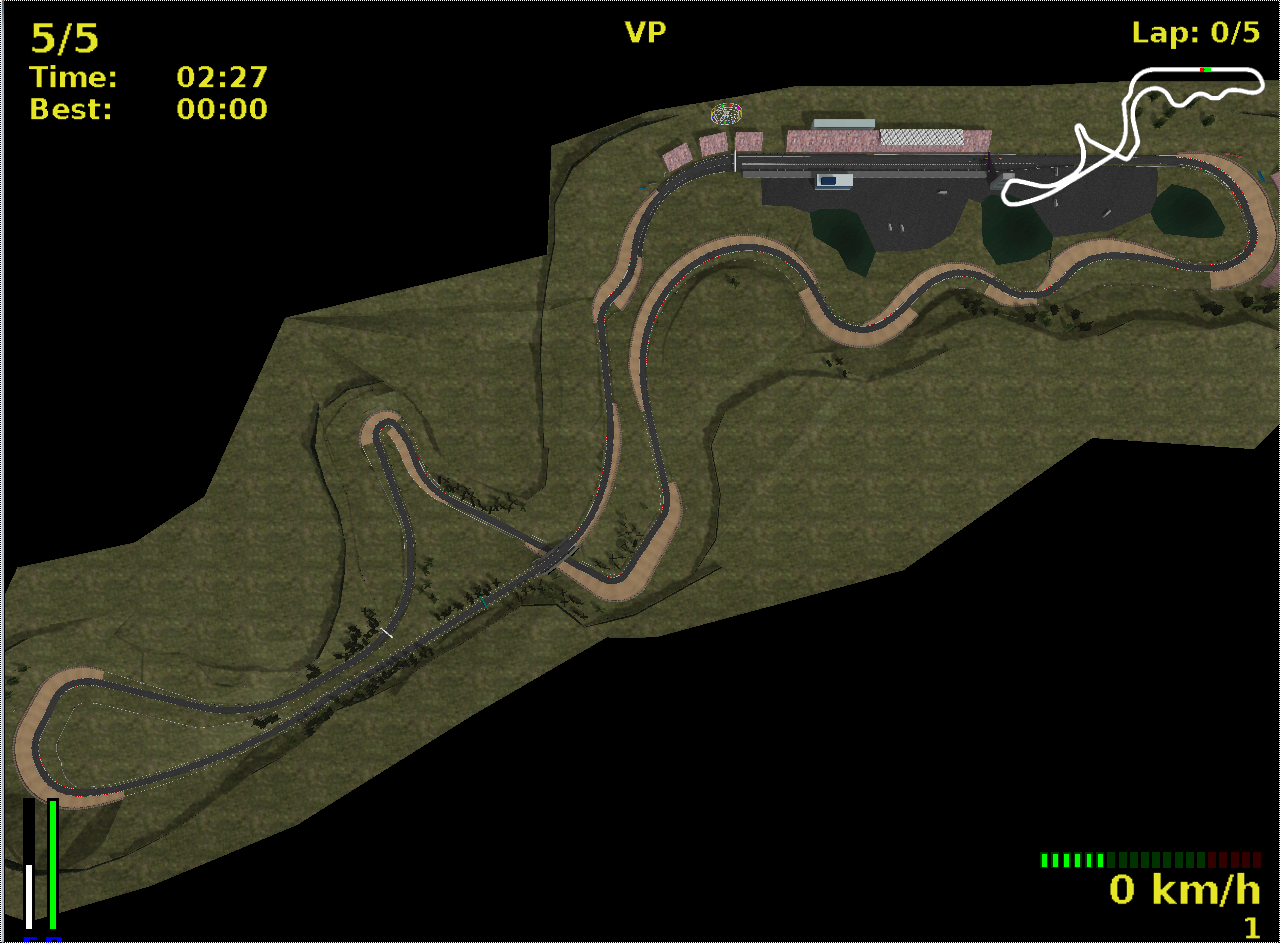
Судзука. Роботы готовы к старту.

- Управление с помощью мыши, клавиатуры, джойстика[3];
- Возможность создавать «роботов» на С или C++.